# Pennard
Pennard è un villaggio con status di community della costa sud-orientale del Galles, facente parte del distretto di contea di Swansea e situato nella penisola di Gower. L'intera community conta una popolazione di circa 2.700 abitanti.

## Geografia fisica
Pennard si trova a circa 6 miglia a sud-ovest di Swansea, tra le località di Oxwich e The Mumbles (rispettivamente ad est della prima e ad  ovest della seconda).

## Monumenti e luoghi d'interesse

### Architetture religiose
- Chiesa di Santa Maria. Principale edificio religioso di Pennard è la chiesa di Santa Maria, eretta nel XIII secolo in sostituzione di una chiesa preesistente insabbiatasi.[1][4]

### Architetture militari
- Castello di Pennard. Nei dintorni del villaggio si erge il castello (Pennard Castle), costruito probabilmente da Henry de Beaumont, I conte di Warwick nel XII secolo.[1][5][6]

## Società

### Evoluzione demografica
Nel 2017, la popolazione stimata della community di Pennard era pari 2.762 abitanti.
La community ha conosciuto un incremento demografico rispetto al 2011, quando la popolazione censita era pari a 2.688 abitanti e rispetto al 2001, quando la popolazione censita era pari a 2.648 abitanti.